# Plaça de Pere Borrego
La plaça de Pere Borrego Galindo és una plaça de la ciutat de València, al barri del Carme.
Antigament era coneguda com a plaça del Centenar de la Ploma, i popularment també com a plaça de Na Jordana, nom amb el qual encara molta gent la identifica a causa que durant molts anys s'hi va plantar la falla de la comissió del carrer de Na Jordana, situat al costat.
La plaça està dedicada al faller Pere Borrego, qui fou president de la falla Na Jordana entre els anys 1972 i 2000.